# 혼고촌 (도야마현)
혼고촌(本江村)은 도야마현 이미즈군에 있던 촌이다. 

## 역사
- 1889년 4월 1일 - 정촌제 시행에 의해 이미즈군 우치데혼고촌이 성립하였다.
- 1915년 1월 1일 - 혼고촌으로 개칭되었다.
- 1953년 4월 1일 - 신미나토시에 편입되었다.

## 참고문헌
- 『市町村名変遷辞典』東京堂出版、1990年